# Intel 8255

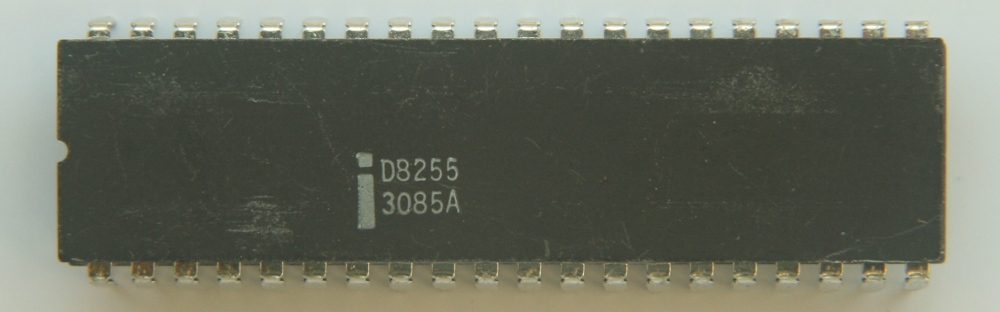
Intel D8255

Розпіновка i8255

Intel 8255 (або i8255) — мікросхема контролера програмованого периферійного інтерфейсу. Початково була розроблена для мікропроцесора Intel 8085. Використовувалася у різних моделях комп'ютерів, спільно з Intel 8086, Zilog Z80 та іншими процесорами, також має застосування при розширенні портів вводу-виводу мікроконтролерів. Випускається у корпусах DIP 40 і PLCC 44. Існує сучасна КМОН-версія 82C55, що має покращену швидкодію.
Мікросхема має три 8-розрядних канали введення-виведення, один 8-розрядний канал для підключення до шини даних і два адресних входи. Радянський аналог — КР580ВВ55.